# Josiane Pouy
Pour l’article homonyme, voir Pouy.
Josiane Pouy, née en 1934, est une Française élue Miss Côte d'Argent 1951, puis Miss France 1952.

## Biographie
Née en 1934, elle est originaire de Nérac,

## Élection
L'élection a lieu au Grand Théâtre de Bordeaux. Josiane Pouy, âgée de dix-huit ans, obtient 270 voix, contre 220 à Nicole Anglade (Miss Maroc) et 171 à Arlette Thuaux (Miss Gascogne).
Parmi les candidates figuraient aussi :
- Miss Le Touquet, Gisèle Dinin
- Miss Antilles Françaises, Francise Alonzo
- Miss Nord, Jeannine Dziedzic

Des images de cette élection sont diffusées lors de l'élection de Miss France 2013.